# Гейке Камерлінг-Оннес
Гейке Камерлінг-Оннес (нід. Heike Kamerlingh Onnes; 21 вересня 1853, Гронінген — 21 лютого 1926, Лейден) — нідерландський фізик і хімік, лауреат Нобелівської премії з фізики 1913 року. Він використав цикл Гемпсона-Лінде, щоб дослідити, як поводяться матеріали, коли охолоджуються майже до абсолютного нуля, а пізніше вперше зріджує гелій у 1908 році. Він також дослідив надпровідність у 1911 році.

## Життєпис

### Ранній період
Голландський фізик Гейке Камерлінг-Оннес народився в Гронінгені на півночі Нідерландів. Його батько Гарм Камерлінг-Оннес був власником процвітаючого цегляного заводу, мати, вроджена Ганна Гердина Коерс, була дочкою архітектора.
Після закінчення середньої школи Камерлінг-Оннес у 1870 р. вступив до Гронінгенського університету, де вивчав математику й фізику. Ступінь кандидата (приблизно рівній ступеню бакалавра) він отримав 1871 року. Три семестри Камерлінг-Оннес провів у Гейдельберзькому університеті (Німеччина), де його заняттями керували хімік Роберт Бунзен і фізик Густав Кірхгоф. 1873 року. Камерлінг-Оннес повернувся до Гронінгену. Через шість років він блискуче захистив докторську дисертацію, в якій запропонував новий доказ обертання Землі.

### Робота й дослідження
З 1878 по 1882 р. Камерлінг-Оннес читав лекції в Політехнічному училищі (пізніше перетвореному в Технічний університет) Дельфта. Увагу Камерлінг-Оннеса привертала теорія газів Йоганнеса Ван-дер-Ваальса, що встановлює співвідношення між тиском, температурою і об'ємом. Вона дозволяла врахувати відмінності в поведінці реальних і ідеальних газів. У той час Ван-дер-Ваальс викладав в Амстердамі, і Камерлінг-Оннес почав з ним листування з приводу молекулярної теорії.
1882 року, у віці двадцяти дев'яти років, Камерлінг-Оннес отримав призначення на посаду професора експериментальної фізики Лейденського університету і став на чолі фізичної лабораторії цього університету. У своїй вступній лекції Камерлінг-Оннес проголосив принцип, яким неухильно керувався впродовж сорока двох років свого перебування в Лейденському університеті: «Через вимірювання до знання». На думку Камерлінг-Оннеса, фізичні лабораторії повинні проводити кількісні вимірювання і ставити якісні експерименти; теоретичні описи мають підкріплюватися точними вимірюваннями, зробленими з астрономічною точністю.
Згідно з теорією відповідних станів Ван-дер-Ваальса, всі гази поводяться однаково, якщо величини тиску й температури вибрані з урахуванням слабких сил тяжіння між молекулами. Камерлінг-Оннес вважав, що дослідження поведінки газів при низьких температурах може дати важливу інформацію для перевірки теорії відповідних станів. Для досягнення низьких температур необхідно зріджувати гази. Камерлінг-Оннес вибрав темою для роботи своєї лабораторії вузьку галузь криогеніки — дослідження низькотемпературних ефектів. Він побудував завод зі зріджування газів для отримання великих кількостей низькотемпературних рідин — кисню, азоту і повітря. Ці рідини були необхідні для проведення експериментів з вивчення властивостей матеріалів і досягнення ще нижчих температур. Щоб підготувати кваліфікованих асистентів, Камерлінг-Оннес у 1909 р. відкрив училище для механіків і склодувів. Незабаром випускників лейденського училища можна було зустріти у фізичних лабораторіях всього світу. Лабораторія Камерлінг-Оннеса стала зразком для науково-дослідних інститутів XX століття.

### Відкриття
Хоча шотландський вчений Джеймс Дьюар отримав рідкий водень в 1898 р., тільки Камерлінг-Оннесу вдалося налагодити отримання рідкого водню в значних кількостях. Його заводська установка виробляла 4 літри рідкого водню на годину. Для створення установки було потрібно все мистецтво підготовлених Камерлінг-Оннесом техніків: механіків — для створення насосів, склодувів — для виготовлення прозорих судин, крізь стінки яких можна було б спостерігати за поведінкою речовин при низьких температурах.
Через два роки[коли?] Камерлінг-Оннесу вперше вдалося отримати рідкий гелій при температурі всього лише на 4° вище за абсолютний нуль. Деякі учені сумнівалися, що це взагалі досяжно. «Я був у нестямі від радості, коли зміг продемонструвати рідкий гелій моєму другу Ван-дер-Ваальсу, чия теорія була моєю дороговказною ниткою, що дозволила довести зріджування до кінця», — згадував згодом Камерлінг-Оннес. За допомогою рідкого гелію Камерлінг-Оннесу вдалося досягти ще нижчих температур: 1,38 K 1909 року і 1,04 K 1910-го. Проте основною його турботою залишалося дослідження властивостей речовин при таких низьких температурах. Він вивчав спектри поглинання елементів, фосфоресценцію різних з'єднань, в'язкість зріджених газів і магнітні властивості речовин. Оскільки температура є мірою випадкового руху молекул речовини, а це затемняє суть деяких явищ, пониження температури може, за виразом Камерлінг-Оннеса, допомогти «підняти завісу над внутрішнім світом атомів і електронів, яку створюють теплові рухи при звичайних температурах».
Своє найбільш вражаюче відкриття Камерлінг-Оннес зробив 1911 року. Він виявив, що при низьких температурах електричний опір деяких металів повністю зникає. Це явище Камерлінг-Оннес назвав надпровідністю. Він припустив, що пояснення надпровідності дасть квантова теорія. У 1957 р. Джон Бардін, Леон Купер і Дж. Роберт Шріффер запропонували теоретичне пояснення явища надпровідності.
Камерлінг-Оннес був удостоєний Нобелівської премії з фізики 1913 року «за дослідження властивостей речовини при низьких температурах, які привели до виробництва рідкого гелію». Представляючи лауреата, Теодор Нордстрем з Шведської королівської академії наук сказав, що «досягнення таких низьких температур має величезне значення для фізичних досліджень і роботи Камерлінг-Оннеса внесуть свій внесок до нових теорій електрона».

Камерлінг-Оннес на поштовій марці Нідерландів. 1936 р.

Камерлінг-Оннес, що здобув загальне визнання і заслужив почесне прізвисько Пан Абсолютний Нуль, багато чого зробив для розвитку міжнародної співпраці в галузі науки. Він охоче запрошував іноземних учених попрацювати в своїй лабораторії. Заснований ним журнал «Повідомлення з фізичної лабораторії Лейденського університету» («Communications From the Physical Laboratory of the University of Leiden») став найавторитетнішим виданням з фізики низьких температур. Камерлінг-Оннес брав діяльну участь у розробці методів використання низьких температур: зберіганні харчових продуктів; створенні вагонів-рефрижераторів і виробництві льоду.

### Особисте життя
У 1887 р. Камерлінг-Оннес одружився з Елізабет Білефельд. У подружжя народився один син. Інтереси Камерлінг-Оннес не замикалися в стінах його лабораторії. Він був зразковим сім'янином, і його колеги відзивалися про нього як про людину великої чарівливості і скромності. Під час першої світової війни він брав участь в організації допомоги голодуючим дітям різних країн. Грандіозність його звершень і інтенсивність наукової діяльності перебували в явній невідповідності з крихким здоров'ям, яким він відрізнявся впродовж всього свого життя. Після нетривалої хвороби Камерлінг-Оннес помер в Лейдені 21 лютого 1926 р.
Серед його численних нагород були золота медаль Маттеуччі Національної академії наук Італії, медаль Румфорда (1912) Лондонського королівського товариства і медаль Франкліна Франкліновського інституту. Він був почесним доктором Берлінського університету. Коли йому не виповнилося і тридцяти, він був вибраний членом Королівської академії наук в Амстердамі. Камерлінг-Оннес перебував членом академій наук Копенгагена, Геттінгена, Галле, Уппсала, Турину і Відня.